# Eligmocarpus cynometroides
Eligmocarpus es un género monotípico de plantas con flores perteneciente a la familia Fabaceae. Su única especie: Eligmocarpus cynometroides, es originaria de Madagascar.

## Taxonomía
Eligmocarpus cynometroides fue descrita por René Paul Raymond Capuron y publicado en Journal of Botany, British and Foreign 66: 141. 1928.